# Maravillas Lamberto
Maravillas Lamberto Yoldi (Larraga, 28 de juny de 1922 - Larraga, 15 d'agost de 1936) va ser una sindicalista navarresa, una de les víctimes de la Guerra Civil Espanyola a Navarra quan amb prou feines havia complert els catorze anys.
El 15 d'agost de 1936 a les 2 de la matinada, en ple inici de la Guerra Civil espanyola, una parella de guàrdies civils de la caserna d'Artajona acompanyats amb dos civils, el membre de la Falange Julio Redín Sanz, i el requetè conegut com "el fill del xurrero de Larraga", trucaren a la porta de casa de la família Lamberto per endur-se a Vicente Lamberto Martínez, el pare de Maravillas Lamberto, el qual era militant de la Unió General de Treballadors durant la Segona República Espanyola. El propòsit era portar-lo a la casa consistorial i interrogar-lo, pressumiblement per la seva militància política, ja que abans l'havien amenaçat d'expulsar-lo de Larragan. Maravillas, de 14 anys, dormia a la mateixa habitació que la seva germana Pilar, de 10. En una altra estança de la casa estaven la seva germana Josefina de 7 anys i la dona de Vicente, Paulina Yoldi. Segons recordaria la germana Pilar, quan els van dir que portaven al seu pare per interrogar-lo a l'Ajuntament, Maravillas va demanar d'acompanyar-los, i van accedir-hi.
A Vicente el van tancar al calabós que tenien situat a sota l'ajuntament del poble. En canvi, a Maravillas la pujaren a les dependències superiors a secretaria on la violaren repetidament esparracant-li tota la roba que duia. Expliquen que, entre ells, hi havia el secretari municipal de l'Ajuntament de Larraga. Posteriorment, cap a les cinc de la matinada, tots dos, Vicente i Maravillas, van ser portats en camió cap al municipi d'Ibiriku (a 40 quilòmetres de Larraga), i aturaren el vehicle a l'alçada del quilòmetre 12 de la carretera de Estella a Etxarri Aranaz. Allà violaren de nou a Maravillas, aquesta vegada davant del seu pare, i els assassinaren els dos. El cos nu sense vida de la nena va ser llançat als gossos perquè se'l mengessin. Els assassins de Maravillas feren hostentació pública d'aquells actes sense cap mena de represàlia contra ells.
Avui dia, ha resultat extremadament difícil la cerca de les restes, ja que el cos de Maravillas va estar a la intempèrie fins a entrar en estat de descomposició i fou impossible donar-li sepultura. A més, els habitants del poble d'Ibiriku decidiren cremar-lo amb gasolina per impedir que més gossos i animals seguissin devorant el cos en putrefacció.
Poc després dels fets, la Guàrdia Civil va tornar a registrar la casa de la família de Maravillas. Va requisar tot el que va voler, i va detenir la mare, Paulina Yoldi. La mare de Maravillas hagué de servir llavors a casa d'un militar, i la resta de la família acabà vivint amb una família que segons testimonis un fill d'aquesta família fou un dels que violà a Maravillas Lamberto. La mare amb les dues filles que quedaven, Pilar i Josefina que tenia 7 anys, acabarien vivint a Pamplona. Els béns familiars foren repartits entre alguns veïns del poble, i per exemple l'euga que tenien se la quedà el forner del poble de Larraga al·legant que Vicente li devia diners.
Aquests fets marcaren la família Lamberto per sempre. Josefina, cinc anys després, va ingressar en un convent de monges. Pels antecedents familiars, va ser enviada a un convent de Karachi (Pakistan) on tenia prohibit el tracte amb la resta de monges i no podia aprendre altres llengües per evitar així el tracte amb els nadius. Després de la mort del dictador Franco, la van destinar a Madrid i va aprofitar per interessar-se pel seu pare i la seva germana assassinats. Per això, la superiora del convent, en considerar que "alguna cosa farien", li va prohibir les sortides del convent. El 1992 després d'estar 46 anys retinguda al convent, va perdre la seva vocació religiosa, va abandonar el convent i es va instal·lar a Pamplona.
Josefina va ser una de les fundadores de l'Associació de Familiars d'Afusellats de Navarra (AFFNA-36). Va portar el cas dels assassinats de la seva germana i el seu pare a un jutjat de Buenos Aires, per la qual cosa el 2014 va entrar a formar part de l'anomenada «querella argentina contra els crims del franquisme».

## Homenatges en l'actualitat
Les autoritats polítiques locals de Larraga es negaren repetidament a realitzar cap homenatge a aquesta víctima, ni a les altres 45 assassinades al poble durant la Guerra civil. L'ajuntament del poble es va negar a la petició de dedicar-li un carrer el setembre de 2008 (amb vots en contra de regidors independents afins a Unió del Poble Navarro i al Partit Socialista de Navarra). No obstant això, el col·lectiu Ahaztuak 1936-1977 (Oblidats 1936-1977, en basc) va celebrar el 26 d'octubre de 2008 un homenatge a totes aquestes víctimes en el qual van participar centenars de persones. A la façana de l'associació "Auzolan Elkartea", es va col·locar una placa dedicada a la nena Maravillas Lamberto i a la resta dels afusellats. L'única germana de Maravillas encara viva, Josefina, va estar en aquest homenatge. Finalment, el 28 d'abril de 2012 la germana de Maravillas, Josefina, va descobrir una placa a la casa on van néixer i que dona el nom de Maravillas Lamberto a un tram del carrer de Larraga on se situa la casa.

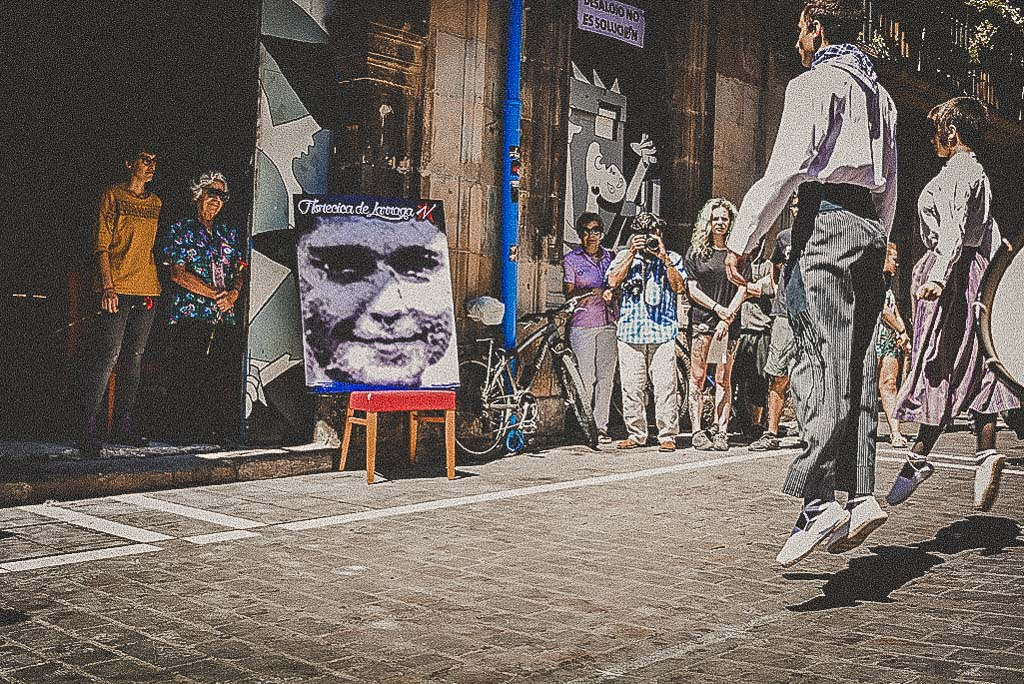
Homenatge a Maravillas Lamberto a Pamplona l'any 2018.

El cantautor navarrès Fermín Balentzia, entre altres cançons dedicades a víctimes del franquisme, en té una de dedicada a aquesta nena amb el títol: "Maravillas", de l'àlbum amb el seu mateix nom.
La novel·la "Golgota" del músic i escriptor gasteiztarra Xabier Montoya publicada l'any 2008 narra aquests fets.
El grup musical basc Berri Txarrak en el seu disc "Payola" editat el setembre de 2009, té una cançó titulada "Maravillas" dedicada a aquesta víctima.
El 2 de desembre de 2017, en la inauguració oficial del Gaztetxe (o casal social) del nucli antic de Pamplona, es va fer saber que el nom d'aquest centre seria Maravillas en honor de Maravillas Lamberto. En l'acte d'inauguració en què se'n va fer públic el nom, hi participà la germana de Maravillas, Josefina, que n'agraí la dedicació entenent que la memòria històrica és necessària perquè no s'oblidin els crims comesos en el passat.
El 10 de febrer de 2018, sota el mandat de l'alcalde Joseba Asiron, l'Ajuntament de Pamplona inaugurà una plaça a la qual posà el nom de Maravillas Lamberto, al barri Lezkairu de Pamplona. Josefina Lamberto germana de Maravillas, que assistí a l'acte d'inauguració, es va alegrar del reconeixement que suposava "una mica de pau als nostres cors" tot i que "no podem perdonar ni oblidar".
El grup de rock LEIZEAK (en català "coves"), dedicà l'any 2020 una cançó a Maravillas, referint-se en la lletra al gaztetxe Maravillas i també a Maravillas Lamberto.
L'any 2020 Virginia Senosiain i Juan Luis Napal presentaren el documental Florecica el qual narra la vida Josefina Lamberto, germana de Maravillas.
L'any 2022 es col·locà un monòlit i una placa en record Vicente Lamberto i la seva filla Maravillas a Ibiriku de Yerri, al lloc on segurament foren assassinats pels feixistes l'estiu de 1936. L'Ajuntament de Yerri va voler deixar constància d'aquest crim històric amb una escultura monolítica de l'escultor iruindarra Pello Iraizoz. Aquest monòlit passaria a ser també part de la ruta Lugar de Memoria Histórica de Navarra l'any 2025.
L'escriptor Xabier Susperregi (Errenteria, 1971) va escriure l'any 2024 el llibre Maravillas Lamberto, l'acte de presentació del qual es va celebrar a Larraga el 26 d'abril de 2024.